# Irlands nationalvåben
Det irske nationalvåben er en harpe på blå bund, vedtaget 9. november 1945. Harpen har været et symbol for Irland fra middelalderen. Den omtales også som Brian Borus harpe. Den blev brugt på seglet til Den irske fristat (1921-37) og bliver også brugt på nationalvåbnet for Republikken Irland.
Den irske harpe indgår også i Storbritanniens kongelige rigsvåben, hvor den siden unionen mellem England, Irland og Skotland i 1603 har vært placeret i tredje kvadrant (nederst til venstre).